# Jesper Langberg
Jesper Langberg (* 20. Oktober 1940 in Frederiksberg; † 29. Juni 2019 in Kopenhagen) war ein dänischer Schauspieler.

## Leben
Jesper Langberg wuchs als Sohn des Schauspieler-Ehepaares Sigurd Langberg (1897–1954) und Karna Løwenstein-Jensen (1902–1992) gemeinsam mit seinem älteren Bruder, dem Schauspieler und Regisseur Ebbe Langberg (1933–1989), in Frederiksberg auf. Von 1962 bis 1965 absolvierte er seine Schauspielausbildung an der Eleveskole des Königlichen Theaters Kopenhagen, wo er anschließend bis zum Jahr 1987 als festes Ensemblemitglied engagiert war. Danach trat er auf vielen verschiedenen Bühnen auf, so unter anderem auch am Folketeatret oder am Odense Teater.
Ab dem Jahr 1965 arbeitete Langberg auch für Film und Fernsehen. So war er etwa in einigen Filmen der Olsenbande zu sehen; in Die Olsenbande und ihr großer Coup übernahm er dabei die Rolle des Kriminalassistenten Mortensen, die zuvor zweimal von Peter Steen gespielt wurde. In der populären Fernsehserie Die Leute von Korsbaek spielte Langberg den Kristen Skjern. Er wurde dreimal mit der Bodil ausgezeichnet: 1968 als Bester Hauptdarsteller in Sådan er de alle und 1994 als Bester Nebendarsteller in Det forsømte forår sowie 2014 für sein Lebenswerk. Insgesamt wirkte er als Schauspieler vor der Kamera bis zum Jahr 2012 in über 100 Film-und-Fernsehproduktionen mit. 
Aus Anlass seines 50-jährigen Bühnenjubiläums erklärte er Anfang 2013 seinen Abschied von der Schauspielerei. Im gleichen Jahr veröffentlichte er seine Autobiografie Ikke et sekund spildt.

## Privates
Langberg war dreimal verheiratet:
- mit Susanne Heinrich (November 1966 bis 1980)  (geschieden, 2 Kinder)
- mit Hanne Mørup (198? bis 1989)  (geschieden, 1 Kind)
- mit Eva Jensen (1990 bis 2002)  (geschieden)

Der 1,95 m große Jesper Langberg starb am 29. Juni 2019 nach kurzer, schwerer Krankheit im Alter von 78 Jahren in Kopenhagen. Seine Grabstätte befindet sich auf dem Frederiksberg-Kirkegard.

## Filmografie (Auswahl)
- 1965: Pack den Playboy in den Schrank (Pigen og millionæren)
- 1965: 39 Seemänner und ein Mädchen (Een pige og 39 sømænd)
- 1965: Die Flottenpflaume (Flådens friske fyre)
- 1966: Tre små piger
- 1967: Mig og min lillebror
- 1968: Mig og min lillebror og storsmuglerne
- 1968: I den grønne skov
- 1968: Sådan er de alle
- 1970: Amour
- 1970: Rend mig i revolutionen
- 1971–1976: Oh, diese Mieter (Fernsehserie, 3 Folgen)
- 1972: Die Olsenbande und ihr großer Coup (Olsen-bandens store kup)
- 1973: Die Olsenbande läuft Amok (Olsen banden går amok)
- 1978–1981: Die Leute von Korsbaek (Fernsehserie, 21 Folgen)
- 1982: Felix
- 1985: Engel in Sachen Liebe (Når engle elsker)
- 1987: Peter von Scholten
- 1993: Det forsømte forår
- 1997: Taxa (Fernsehserie, 2 Folgen)
- 1997: Gnadenlose Verführung (Sekten)
- 1998: Der (wirklich) allerletzte Streich der Olsenbande (Olsen-bandens sidste stik)
- 1999: Olsen-bandens første kup (Fernsehserie)
- 1999: Besessen (Besat)
- 2001: Olsenbande Junior (Olsen-banden Junior)
- 2004: King’s Game (Kongekabale)
- 2005: Oskar & Josefine
- 2007: Faul im Staat Dänemark (Hvordan vi slipper af med de andre)
- 2008: Sommer (Fernsehserie)
- 2008: Der Kandidat (Kandidaten)
- 2012: Fuglejagten

## Auszeichnungen
- 1968: Bodil: Bester Hauptdarsteller in Sådan er de alle
- 1994: Bodil: Bester Nebendarsteller in Det forsømte forår
- 2009: Lauritzen-Preis[5]
- 2014: Bodil: Ehrenpreis für das Lebenswerk